# Pantera (banda)
Pantera é uma banda norte-americana de heavy metal formada na cidade de Arlington, no estado do Texas, no ano de 1981, pelos irmãos Vinnie Paul (baterista) e Diamond Darrell (o apelido "Dimebag" só começou a ser utilizado já na década de 1990) (guitarrista). Sua formação mais conhecida consistia em Vinnie Paul e Dimebag Darrell, juntamente do vocalista Phil Anselmo e o baixista Rex Brown. Além de seu desenvolvimento e popularização do subgênero groove metal, Pantera é creditado (junto com outros como Testament, Sepultura e Machine Head) por fazer parte da segunda onda da cena thrash metal do final da década de 1980 até a primeira metade da década de 1990.
São considerados uma das bandas mais influentes da história do heavy metal, com cerca de 20 milhões de discos vendidos ao redor do mundo, e indicados quatro vezes ao Grammy Award.
Tendo começado como uma banda de glam metal, o Pantera lançou três álbuns em meados da década de 1980 com o membro fundador Terry Glaze como vocalista principal. Procurando por um som novo e mais pesado, os membros substituíram Glaze por Anselmo em 1987 e lançaram Power Metal em 1988. A banda fechou um contrato com a gravadora Atco Records no ano seguinte. Com seu quinto álbum, Cowboys from Hell, de 1990, o Pantera popularizou o gênero groove metal, enquanto seu álbum seguinte, Vulgar Display of Power, exibiu um som ainda mais pesado. Far Beyond Driven (1994) estreou no número um na Billboard 200.
As tensões começaram a surgir entre os membros da banda quando Anselmo se viciou em heroína em 1995; ele quase morreu de overdose em 1996. Essas tensões resultaram nas sessões de gravação de The Great Southern Trendkill (1996) sendo realizadas separadamente. A tensão contínuou durando mais sete anos, durante os quais apenas um álbum de estúdio, Reinventing the Steel (2000), foi gravado. O Pantera entrou em hiato em 2001, mas foi dissolvido pelos irmãos Abbott em 2003 em meio a problemas de comunicação e sua conclusão de que Anselmo não queria mais permanecer na banda.
Os irmãos Abbott formaram o Damageplan, enquanto Anselmo continuou trabalhando em vários projetos paralelos, incluindo o Down, ao qual Rex Brown também se juntou. Em 8 de dezembro de 2004, Dimebag Darrell foi assassinado no palco por um fã mentalmente instável durante um show do Damageplan em Columbus, Ohio. Vinnie Paul formou Hellyeah após a morte de seu irmão, e morreu de insuficiência cardíaca em 2018, deixando Brown e Anselmo como os únicos membros sobreviventes da formação mais conhecida da banda.

## História

### Formação e primeiros anos de glam metal (1981-1990)
Formada em 1981, a banda atingiu muito sucesso após a primeira metade da década de 1990 quando a popularidade do heavy metal começava a cair. Inicialmente fazendo um som mais voltado ao glam hard rock, partiram então para o som mais pesado do metal moderno (ou o chamado "power-groove", termo cunhado pela própria banda pois boa parte de suas músicas possuíam riffs marcantes).
O Pantera lançou três discos (Metal Magic, de 1983, Projects In The Jungle, de 1984 e I Am The Night, de 1985) antes de demitir o então vocalista Terry Glaze para a entrada de Phil Anselmo no quarto disco, Power Metal, de 1988. Na época, Glaze teria sido informado sobre assinar com uma gravadora pertencente a Gene Simmons do Kiss, mas Terry rejeitou o contrato e foi mandado embora. Os membros restantes encontraram Phil Anselmo em Nova Orleans e produziram Power Metal, uma gravação onde Phil regravou algumas canções cantadas originalmente por Glaze, além de algumas originais.
De Metal Magic até I Am The Night, a banda seguiu pelo caminho do glam metal, porém com a entrada de Phil Anselmo nos vocais (que havia saido de uma banda de hard rock de Nova Orleans chamada "Razor White", que lançou um disco com outro vocalista por volta de 1991), tomaram a decisão de partir para um som mais pesado. Com Power Metal, alguns riffs do thrash metal são notados em músicas como "Over And Out" e "Death Trap", enquanto algumas músicas no estilo hard rock e com apelo mais comercial ainda persistem, como "Hard Ride" e "Proud To Be Loud".
Em 1989, a banda assinou com a gravadora Atco Records, após um executivo da gravadora ter ficado impressionado com um show da banda. Os membros da banda mais tarde ignorariam seus lançamentos independentes, incluindo Power Metal, enquanto esculpiam uma nova imagem ainda mais pesada para acompanhar seu som de groove metal posterior. Seus quatro álbuns independentes não estão listados no site oficial da banda e se tornaram itens de colecionador difíceis de encontrar. Alguns 'bootlegs' com shows dessa época são encontrados na internet, e ironicamente chamados de "Glamtera", devido ao visual.

### Mudança de estilo, thrash metal e groove metal (1990-2003)

#### Cowboys from Hell(1990-1992)
O primeiro álbum de sucesso comercial foi Cowboys from Hell, de 1990. O álbum marcou um momento crítico na história da banda. Muitos fãs, assim como a própria banda, consideram a estreia "oficial" do Pantera. Neste ponto, a música do Pantera ainda era fortemente influenciada por heavy metal clássico, embora o álbum também tenha começado a demonstrar um estilo muito mais extremo do que os trabalhos anteriores. O thrash metal veio a influenciar esse disco ainda mais, e músicas como "Cowboys from Hell", "Psycho Holiday" e "Domination" demostram bem isso, enquanto "Cemetery Gates" e "Shattered" ainda demonstram as antigas influências. A banda dava início à sua fase de thrash/groove ou groove metal, como denominou o pesquisador musical brasileiro Glaydson Barros.
Para promover seu último álbum, o Pantera iniciou a turnê Cowboys from Hell ao lado das bandas thrash Exodus e Suicidal Tendencies. Em 1991, Rob Halford se apresentou com a banda no palco, o que levou o Pantera (junto com o Annihilator) a abrir para o Judas Priest em seu primeiro show na Europa. Eles também abriram para outras bandas como Sepultura, Fates Warning, Prong, Mind over Four e Morbid Angel, e coencabeçaram uma turnê norte-americana com o Wrathchild America. A banda finalmente conseguiu um faturamento por "Monsters in Moscow" com AC/DC e Metallica em setembro de 1991, onde tocou para uma multidão de mais de 500.000 presentes para celebrar a nova liberdade de tocar música ocidental na União Soviética pouco antes de sua queda três meses depois. A banda foi frequentemente encontrada no clube "the Basement" de Dallas, onde a banda gravou os vídeos de "Cowboys from Hell" e "Psycho Holiday". A compilação do vídeo caseiro de 2006 do Pantera, 3 Vulgar Videos from Hell, apresenta performances de "Primal Concrete Sledge", "Cowboys from Hell", "Domination" e "Psycho Holiday" do show em Moscou.

#### Vulgar Display of Power(1992-1994)
O álbum de maior sucesso foi Vulgar Display of Power, de 1992, no qual os vocais em falsete foram substituídos por vocais gritados mais influenciados pelo hardcore e um som de guitarra e baixo muito mais pesados, som que firmemente consolidou a popularidade da banda entre os fãs convencionais e underground. O disco rendeu a grandes sucessos que tornariam-se hinos da banda, como "Walk", "Mouth For War" e "This Love" muito circulados na MTV. Outros como os violentos "Fucking Hostile" e "Rise" seriam mais aclamados entre os fãs. O álbum entrou nas paradas americanas no número 44.
A banda saiu em turnê novamente, visitando o Japão pela primeira vez em julho de 1992 e depois se apresentando no festival "Monsters of Rock", coencabeçado por Iron Maiden e Black Sabbath na Itália. Foi nessa época que Darrell Abbott abandonou o apelido "Diamond Darrell" e assumiu "Dimebag Darrell", e Rex Brown abandonou o pseudônimo de "Rex Rocker".

#### Far Beyond Driven(1994-1996)
A extensão do crescimento de popularidade do álbum de 1992 pode ser vista no sucesso instantâneo do álbum seguinte, Far Beyond Driven, de 1994, que estreou no topo das paradas americana e australiana de discos, sendo o disco de metal mais pesado a conseguir tal feito, apesar da crise de metal na América na época. Neste disco, o som tomou um rumo mais extremo, com mais berros e solos gritantes, como em "Strength Beyond Strength" e "Becoming". Nota-se a influência de bandas como Helmet na pesada "5 Minutes Alone" (que virou um grandioso sucesso nas rádios e na MTV) e a escandalosa "Good Friends and a Bottle of Pills". A surpresa para os fãs foi uma cover do Black Sabbath, "Planet Caravan" na última faixa.
A banda mais uma vez saiu em turnê novamente, começando pela América do Sul, além de ser convidado para outra edição do "Monsters of Rock". Nesse festival, em 4 de junho de 1994, os irmãos Abbott brigaram com jornalistas da revista musical Kerrang! sobre representações de desenhos animados pouco lisonjeiras do baterista Vinnie Paul. Então, no final de junho, Anselmo foi acusado de agressão por atacar um segurança depois deste impedir que os fãs subissem ao palco. Anselmo foi libertado sob fiança de US $5.000 no dia seguinte. O julgamento foi adiado três vezes. Em maio de 1995, ele se desculpou no tribunal e se declarou culpado de tentativa de agressão e recebeu uma ordem de cem horas de serviço comunitário. O Pantera continuou sua turnê pelo Reino Unido em 1994 e finalmente a encerrou nos Estados Unidos, onde teve a abertura dos shows feita pela banda Prong.

#### The Great Southern Trendkill(1996-2000)
O próximo álbum, The Great Southern Trendkill, foi lançado em 1996. O álbum fez um sucesso moderado, especialmente considerando a época em que foi lançado e por ter se direcionado para um lado completamente violento, berrado e brutal da banda. Um exemplo disso é a música "Suicide Note II". O disco ficou mais no gosto dos fãs, apesar do que trazia um Pantera diferente dos lançamentos anteriores. A música "Drag The Waters" chegou a rolar de maneira considerável na MTV, porém a banda cairia em termos de popularidade. Os singles divulgados foram "Suicide Note Pt. I" e "Floods".
Em 13 de julho de 1996, Phil Anselmo sofreu uma overdose de heroína uma hora depois de um show pertencente à turnê que a banda estava fazendo em todo o estado do Texas. Seu coração parou por cinco minutos, então os médicos que o trataram administraram uma forte dose de adrenalina e levaram o cantor ao hospital. Depois de acordar, Anselmo agradeceu aos colegas de banda pelo apoio recebido devido à overdose, embora isso tenha contribuído pouco para distanciar Anselmo dos outros membros, pois o Abbott estava envergonhado pelo comportamento do vocalista.

#### Reinventing The Steel(2000-2003)
O último disco do Pantera, Reinventing The Steel, foi lançado em 2000, incluindo os singles "Goddamn Electric" com a participação de Kerry King, guitarrista do Slayer, e "Revolution is My Name". Esta última seria a que mais se destacou do álbum, que era mais rock'n roll e traziam outros timbres de bateria, baixo e guitarra. "We'll Grind that Axe for A Long Time", uma homenagem ao heavy metal em si, cairia no gosto dos fãs. "I'll Cast a Shadow" também saiu como single. "Revolution Is My Name" se tornou a quarta indicação da banda para Grammy Award para Best Metal Performance de 2001.
Em 2000, Pantera tocou no palco principal do Ozzfest, ao lado de Ozzy Osbourne, Godsmack, Static-X, Methods of Mayhem, Incubus, P.O.D., Black Label Society, Queens of the Stone Age e Apartment 26. Em novembro, a banda cancelou seus planos de turnê depois que Anselmo quebrou as costelas depois de cair durante seu oitavo evento anual da House of Shock.

### Separação do Pantera e novos projetos
Em 2001, Phil Anselmo já estava envolvido em vários projetos paralelos, um deles era o supergrupo Down, que já tinha feito sucesso com sua estreia em 1995, com álbum NOLA. Em março de 2002, o grupo lançou seu segundo álbum de estúdio, Down II: A Bustle in Your Hedgerow, que apresentava Rex Brown no baixo após a saída de Todd Strange em 1999. Brown permaneceu como baixista em tempo integral do Down até 2011, tendo aparecido em seu lançamento subsequente em 2007. Além disso, em maio daquele ano, Superjoint Ritual também de Anselmo lançou seu álbum de estreia, Use Once and Destroy. Vinnie Paul afirmou que Anselmo disse a ele que ele tiraria um ano de folga após os eventos de 11 de setembro de 2001, mas as turnês e gravações de Anselmo para Superjoint Ritual e Down contradisse isso. Os irmãos Abbott ficaram frustrados e resistiram por um período indefinido de tempo, presumindo que Anselmo voltaria. No entanto, de acordo com Anselmo, fazer uma pausa no Pantera era uma "coisa mútua" entre cada um dos membros da banda.
Os irmãos Abbott separaram oficialmente o Pantera em 2003, também o ano em que sua coletânea "The Best of Pantera" foi lançada, quando os irmãos Abbott concluíram que Anselmo os havia abandonado e não voltaria. A separação da banda não foi amigável e posteriormente uma guerra de palavras foi travada entre os ex-companheiros de banda através da imprensa. O comentário de Anselmo em uma edição de 2004 da revista Metal Hammer dizendo que "Dimebag merecia ser espancado severamente" tipificou os conflitos internos do Pantera; Anselmo insistiu que este comentário era irônico e ele estava chateado porque seu comentário acabou na capa da revista "maldita". Essa explicação foi logo rejeitada por Vinnie Paul, que disse logo após o assassinato de seu irmão em 2004 que tinha ouvido pessoalmente os arquivos de áudio da entrevista e que Anselmo não havia sido citado erroneamente ou deturpado, mas disse as palavras exatas que apareceram no artigo. No meio do fogo cruzado estava Rex Brown, que mais tarde disse: "Foi um monte de bobagens o que ele disse, do que estava acontecendo, e eu não ia entrar no meio disso." Em julho de 2004, os discos Vulgar Display of Power ganhou platina dupla, e The Great Southern Trendkill ganhou platina no mês seguinte.
Após a separação do Pantera, Darrell e Vinnie formaram uma nova banda, Damageplan, com o vocalista Pat Lachman e o baixista Bob Zilla. O Damageplan lançou seu primeiro e único álbum de estúdio, New Found Power, em 10 de fevereiro de 2004. O álbum foi um sucesso comercial; mais de 44.000 cópias foram vendidas apenas na primeira semana e dentro de um ano mais de 100.000 cópias foram vendidas. No entanto, alguns fãs sentiram que o material do Damageplan não se comparava ao do Pantera.

### Assassinato de Dimebag Darrell
Em 8 de dezembro de 2004, durante a turnê do New Found Power, em menos de um minuto da primeira música de um show do Damageplan no Alrosa Villa em Columbus, Ohio, Dimebag Darrell foi baleado à queima-roupa por Nathan Gale, um suposto fã alienado de 25 anos que foi morto a tiros por um policial enquanto o mantinha refém. Além do infeliz acontecimento com Darrell, outros três sofreram ferimentos fatais, incluindo Nathan Bray, um fã de 23 anos da banda; Erin Halk, uma funcionária local de 29 anos; Jeffrey Thompson, chefe de segurança do Damageplan, com 40 anos. O gerente da turnê, Chris Paluska, e o técnico de som de bateria John Brooks também foram feridos por Gale. Isso causou um choque entre os fãs de metal, fazendo de Dimebag Darrell uma lenda. Embora Anselmo tenha declarado logo após o assassinato de Darrell que ele estava pensando em reunir o Pantera, Vinnie Paul disse um ano depois que tal reunião "nunca acontecerá". Paul também afirmou que uma reconciliação com Anselmo era impossível.
Nenhum motivo foi dado sobre o motivo pelo qual Gale matou Dimebag Darrell e as outras vítimas, mas as primeiras teorias, que foram descartadas pela polícia, sugeriram que Gale, que teria sido diagnosticado com esquizofrenia, aparentemente estava chateado com a separação do Pantera. Em várias entrevistas, alguns amigos de Gale sugeriram que ele alegou que ele havia escrito músicas que foram roubadas pelo Pantera.

### Morte de Vinnie Paul
Em 22 de junho de 2018, Vinnie Paul morreu em sua casa em Las Vegas enquanto dormia, a causa de sua morte foi mais tarde anunciada como cardiomiopatia dilatada e doença arterial coronariana. Seus restos mortais foram enterrados ao lado do túmulo de seu irmão Dimebag Darrell e mãe Carolyn, no Moore Memorial Gardens, em Arlington, Texas.

## Influência e legado
Enquanto era uma banda de heavy metal, o estilo do Pantera foi considerado tanto groove metal quanto thrash metal. O material inicial da banda foi descrito como glam metal. A banda também influenciou o desenvolvimento do nu metal, metalcore e vários outros movimentos. Eles também foram chamados de um dos pioneiros da nova onda do heavy metal norte-americano. O PopMatters afirmou que "a influência de Darrell Abbott em todo o gênero de heavy metal é massiva; depois de Cowboys From Hell e Vulgar Display of Power, todas as jovens bandas de metal americanas notáveis desde então, de uma maneira ou de outra, copiaram seu estilo de guitarra daqueles discos: Korn, Limp Bizkit, Slipknot, Hatebreed, Lamb of God, Shadows Fall... a lista é interminável."
A banda Pantera foi incluída em inúmeras listas de importância na história do heavy metal e hard rock, alcançando o quinto lugar na lista da MTV das 10 melhores bandas de heavy metal da história. A banda atingiu um grau de sucesso que poucas outras bandas conseguiram atingir, apesar de a banda ter sido extinta, tem fãs espalhados por todo o mundo.

### Retorno às atividades (2022)
Em meados de julho de 2022 o Pantera anunciou sua volta aos palcos com nova formação com intenções de reafirmar seu legado. A nova formação conta com Zakk Wylde (guitarra) e Charlie Benante (bateria), além dos membros da formação clássica, Phil Anselmo e Rex Brown. O guitarrista Zakk Wylde já havia afirmado em ocasiões anteriores que estaria aberto para um possível convite de reunião do Pantera. Segundo ele "seria uma honra interpretar os clássicos e manter a música da banda viva."

Desde então a banda se apresentou em uma turnê americana, atraindo fãs antigos e novos celebrando o legado do Pantera.

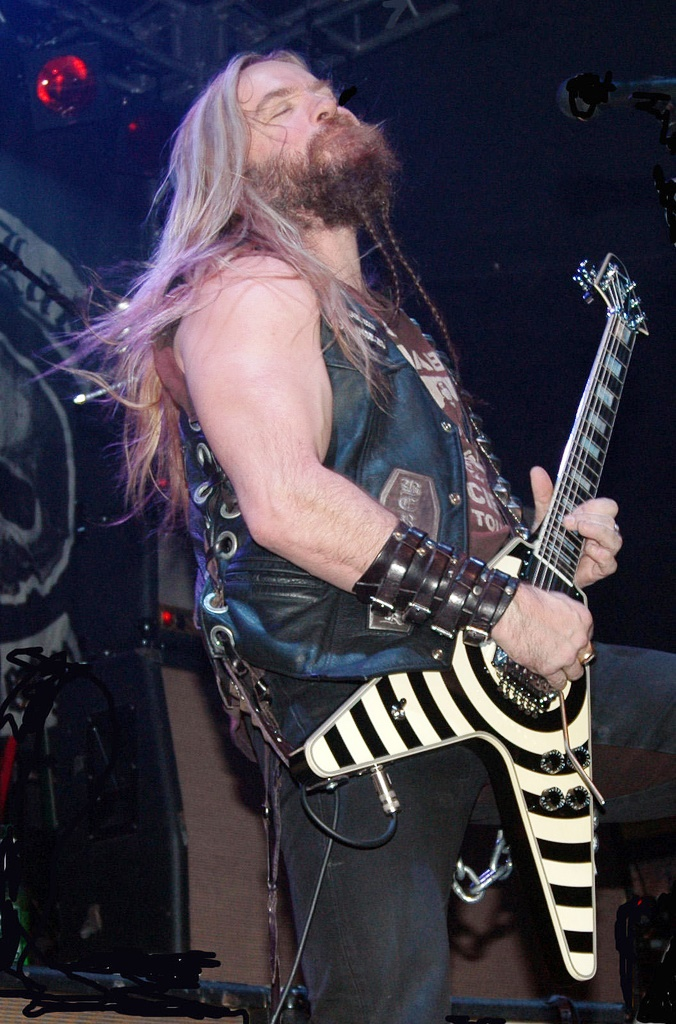
Wylde se apresentando em 2006.

## Integrantes

### Formação atual
- Phil Anselmo -  vocal (1987-2003)  (2022)
- Rex Brown - baixo (1982-2003)  (2022)
- Zakk Wylde  - guitarra  (2022)
- Charlie Benante  - bateria  (2022)

### Membros Antigos
- Vinnie Paul Abbott (Vincent Abbott) - bateria (1981-2003)

## Discografia

### Álbuns de estúdio
- 1983 - Metal Magic
- 1984 - Projects in the Jungle
- 1985 - I Am the Night
- 1988 - Power Metal
- 1990 - Cowboys from Hell
- 1992 - Vulgar Display of Power
- 1994 - Far Beyond Driven
- 1996 - The Great Southern Trendkill
- 2000 - Reinventing the Steel